# Kathariya
Kathariya era una ciutat hitita situada al nord-oest d'Hattusa que segurament per evitar els saquejos dels kashka va fer una aliança amb ells cap a l'any 1360 aC i va contribuir a la destrucció de ciutats restaurades i repoblades pel príncep hereu Subiluliuma poc abans.
En represàlia el rei Tudhalias III la va incendiar i destruir. Quan les tropes dels kashka van anar a socórrer la ciutat, Tudhalias els va vèncer sense esforç i en va fer una gran matança.